# Paco Casal
Francisco "Paco" Casal (San Paolo del Brasile, 7 agosto 1954) è un procuratore sportivo uruguaiano.
Ha portato in Italia calciatori come Rubén Sosa Ardaiz, Enzo Francescoli, Daniel Fonseca, Fabián Carini, Antonio Pacheco, Gonzalo Sorondo, Álvaro Recoba, Cesar Falletti e Felipe Avenatti.
È stato coinvolto nelle intercettazioni di calciopoli, in particolare ha favorito il passaggio di Fabio Cannavaro dall'Inter alla Juventus proponendo in cambio il cartellino di Fabián Carini.